# 800
800 (DCCC) je bilo prestopno leto, ki se je po julijanskem koledarju začelo na sredo.

## Dogodki
- papež Leon III. okrona Karla Velikega za zahodnega cesarja.

## Rojstva
- Pribina, knez Nitre in Spodnje Panonije († 861)